# FK Sportakademklub Moscou
Maillots
Le Sportakademklub Moscou (russe : «Спортакадемклуб» Москва) est un club de football russe fondé en 1992 et basé à Moscou.

## Histoire
Le club est fondé à Serguiev Possad en 1992, et prend alors le nom Machinstroïtel. Il intègre la même année la quatrième division russe. Après avoir fini huitième de la zone Centre A pour sa première saison, il remporte la zone Centre C l'année suivante. Il ne monte cependant pas en troisième division, le quatrième échelon étant alors professionnalisé, amenant à aucune promotion d'équipe cette année-là. Intégré par la suite à la zone 3, le club y évolue quatre années durant, se classant principalement en milieu de classement, avant d'être finalement intégré en troisième division à l'issue de la saison 1997, qui voit la fin du quatrième échelon amateur et l'envoie des clubs professionnels au troisième niveau.
Découvre ainsi le troisième échelon en 1998, le club est dans la foulée déplacé à Moscou, où il prend le nom Sportakademklub. Intégré au groupe Ouest, il évolue par la suite dix saisons à ce niveau, s'affichant principalement comme une équipe de bas de classement, avec seulement une quatrième place en 1999 suivi par plusieurs places de bas de tableau. L'équipe connaît cependant une très bonne saison 2007 qui la voit terminer première du groupe et ainsi être promue en deuxième division pour la première fois de son histoire.
Entrant dans un partenariat avec le Zénith Saint-Pétersbourg pour la saison 2008, le club parvient à se maintenir sportivement en finissant quinzième sur vingt-deux, survivant à la relégation grâce aux matchs remportés. Il connaît cependant par la suite des problèmes financiers qui l'obligent à se retirer de la compétition. Il est par la suite réintégré à la troisième division en 2009, où il termine dix-huitième et avant-dernier, devant le Spartak Chtchiolkovo qui avait quitté la compétition à la mi-saison. L'année suivante le voit finir dix-septième et largement dernier de la compétition, entraînant sa relégation au quatrième échelon à l'issue de la saison, ainsi que la perte de son statut professionnel. Il évolue depuis dans le groupe Moscou du quatrième échelon.

### Classements en championnat
La frise ci-dessous résume les classements successifs du club en championnat.

### Bilan par saison
| Saison    | Championnat  | Championnat  | Championnat  | Championnat  | Championnat  | Championnat  | Championnat  | Championnat  | Championnat  | Championnat  | Coupe de Russie |
| Saison    | Division     | Pos          | Pts          | J            | V            | N            | D            | BP           | BC           | Diff         | Coupe de Russie |
| --------- | ------------ | ------------ | ------------ | ------------ | ------------ | ------------ | ------------ | ------------ | ------------ | ------------ | --------------- |
| 1992      | 4e Centre A  | 8e           | 30           | 28           | 11           | 8            | 9            | 36           | 38           | -2           | —               |
| 1993      | 4e Centre C  | 1er          | 58           | 22           | 15           | 6            | 1            | 44           | 16           | +28          | —               |
| 1994      | 4e Zone 3    | 13e          | 43           | 46           | 16           | 11           | 19           | 67           | 76           | -9           | —               |
| 1995      | 4e Zone 3    | 14e          | 51           | 44           | 12           | 15           | 17           | 42           | 61           | -19          | —               |
| 1996      | 4e Zone 3    | 9e           | 53           | 38           | 15           | 8            | 15           | 53           | 63           | -10          | Deuxième tour   |
| 1997      | 4e Zone 3    | 9e           | 59           | 40           | 17           | 8            | 15           | 58           | 47           | +11          | Deuxième tour   |
| 1998      | 3e Ouest     | 13e          | 47           | 40           | 13           | 8            | 19           | 47           | 72           | +25          | Premier tour    |
| 1999      | 3e Ouest     | 4e           | 63           | 38           | 18           | 9            | 11           | 56           | 50           | +6           | Troisième tour  |
| 2000      | 3e Ouest     | 10e          | 48           | 36           | 13           | 9            | 14           | 35           | 34           | +1           | Troisième tour  |
| 2001      | 3e Ouest     | 15e          | 37           | 38           | 9            | 10           | 19           | 40           | 61           | -21          | Troisième tour  |
| 2002      | 3e Ouest     | 13e          | 47           | 38           | 14           | 5            | 19           | 55           | 55           | 0            | Deuxième tour   |
| 2003      | 3e Ouest     | 18e          | 40           | 36           | 10           | 10           | 16           | 31           | 44           | -13          | Premier tour    |
| 2004      | 3e Ouest     | 11e          | 34           | 32           | 9            | 7            | 16           | 36           | 65           | -29          | Quatrième tour  |
| 2005      | 3e Ouest     | 16e          | 20           | 32           | 5            | 5            | 22           | 29           | 69           | -40          | Quatrième tour  |
| 2006      | 3e Ouest     | 14e          | 36           | 34           | 9            | 9            | 16           | 35           | 51           | -16          | Deuxième tour   |
| 2007      | 3e Ouest     | 1er          | 57           | 30           | 16           | 9            | 5            | 39           | 25           | +14          | Troisième tour  |
| 2008      | 2e           | 15e          | 57           | 42           | 16           | 9            | 17           | 55           | 57           | -2           | Deuxième tour   |
| 2009      | 3e Centre    | 18e          | 30           | 36           | 7            | 9            | 20           | 43           | 67           | -24          | Cinquième tour  |
| 2010      | 3e Centre    | 17e          | 18           | 32           | 4            | 6            | 22           | 27           | 78           | -51          | Troisième tour  |
| 2010      | 3e Centre    | 17e          | 18           | 32           | 4            | 6            | 22           | 27           | 78           | -51          | Deuxième tour   |
| 2011-2012 | 4e Moscou A  | 4e           | 73           | 36           | 23           | 4            | 9            | 113          | 61           | +52          | —               |
| 2012-2013 | 4e Moscou    | 5e           | 25           | 12           | 8            | 1            | 3            | 22           | 14           | +8           | —               |
| 2013      | 4e Moscou    | 4e           | 49           | 26           | 15           | 4            | 7            | 76           | 38           | +38          | —               |
| 2014      | 4e Moscou    | 6e           | 58           | 28           | 18           | 4            | 6            | 89           | 40           | +49          | —               |
| 2015      | 4e Moscou    | 5e           | 56           | 28           | 18           | 2            | 8            | 98           | 39           | +59          | —               |
| 2016      | 4e Moscou    | 9e           | 46           | 28           | 13           | 7            | 8            | 58           | 39           | +19          | —               |
| 2017      | 4e Moscou    | 6e           | 41           | 25           | 13           | 2            | 10           | 47           | 43           | +4           | —               |
| 2018      | 4e Moscou    | 5e           | 48           | 28           | 15           | 3            | 10           | 66           | 42           | +24          | —               |
| 2019      | 4e Moscou    | 4e           | 69           | 30           | 22           | 3            | 5            | 123          | 41           | +82          | —               |
| 2020      | Club inactif | Club inactif | Club inactif | Club inactif | Club inactif | Club inactif | Club inactif | Club inactif | Club inactif | Club inactif | Club inactif    |
| 2021      | 4e Moscou    | 5e           | 60           | 30           | 19           | 3            | 8            | 76           | 50           | +26          | —               |

Légende
- Promotion en division supérieure
- Relégation en division inférieure